# Light of Love (Florence and the Machine)
Light of Love è un singolo del gruppo musicale britannico Florence and the Machine, pubblicato il 17 aprile 2020 dalla Virgin EMI Records.

## Pubblicazione
A detta della cantante frontwoman del gruppo Florence Welch, il brano era stato scritto durante la fase di realizzazione dell'album High as Hope (2018), per poi essere escluso dalla lista tracce finale del progetto. I ricavati dalla vendita di Light of Love sono stati devoluti all'Intensive Care Society, associazione che si impegna a sostenere il personale medico operante nei reparti di terapia intensiva durante la pandemia di COVID-19.

## Tracce
Testi e musiche di Thomas Bartlett, Florence Welch, Andrew Wyatt e Emile Haynie.
1. Light of Love – 4:00